# Kungl. Styrelsen över ekplanteringarna

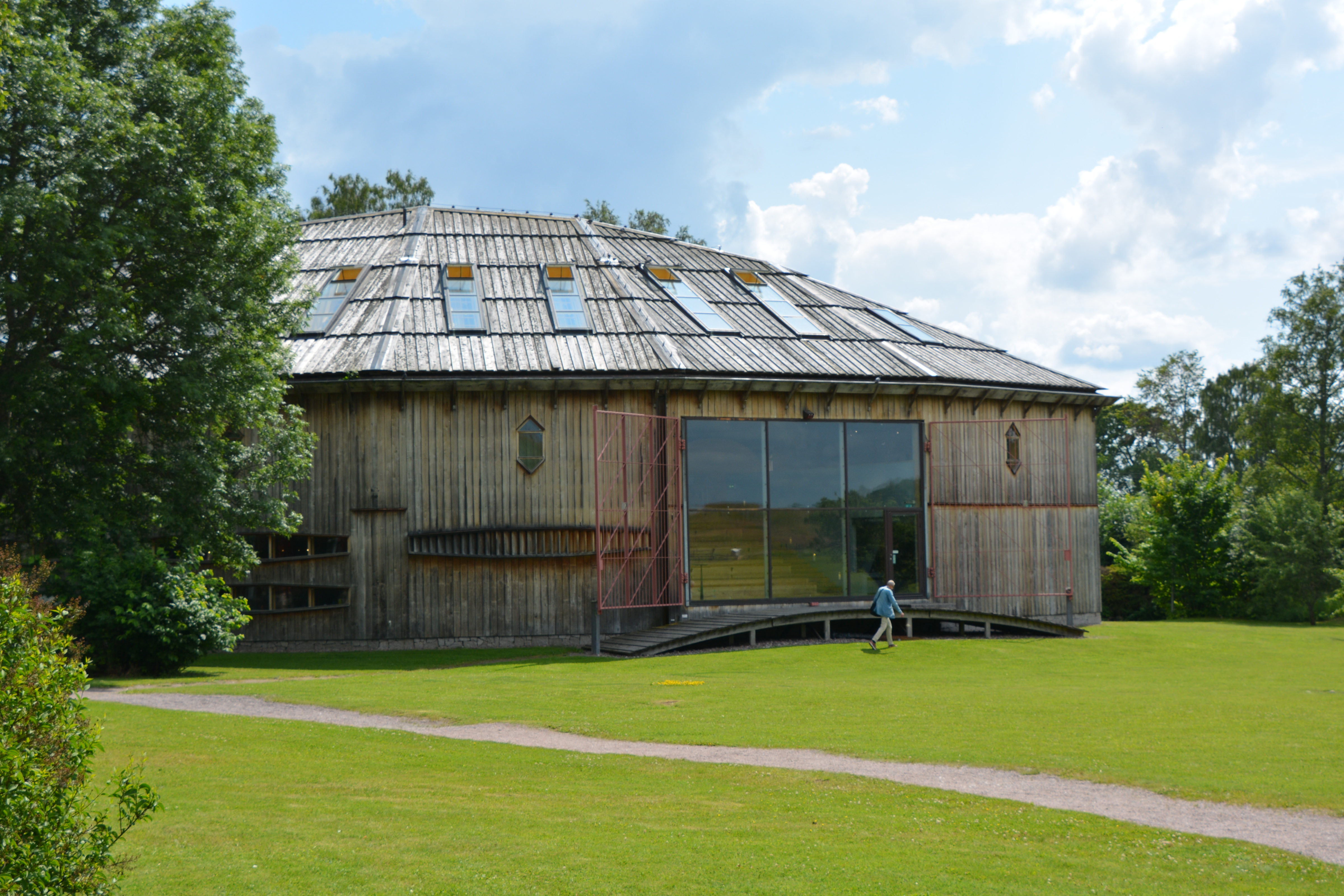
Fasaden på det år 2000 invigda Gamla Uppsala museum är i ekträ från ekplanteringarna på Visingsö från 1830–1850-talen

Kungl. Styrelsen över ekplanteringarna, eller Ekplanteringsstyrelsen, var en statlig myndighet, som inrättades 1830 för att ombesörja flottans framtida försörjning med ekvirke för byggande av örlogsfartyg. Styresman var hovjägmästaren Israel Ström (adlad af Ström 1833), fram till 1856.
Ända sedan medeltiden var statens anspråk på att monopolisera ek stor. Med Magnus Erikssons landslag infördes skogsregale med förbud för bönder att avverka ekar även i den egna skogen, så länge som inte eken stod i vägen för arbetet på åkern. Från Gustav Vasas regeringstid skärptes tillämpningen för att säkerställa behovet av ekvirke för byggande av de allt större örlogsfartygen i den begynnande stormaktens flotta. Efter Westfaliska freden 1648 blev Svenska Pommern en huvudleverantör av eke. Efter det att Sverige frånträtt Svenska Pommern genom Freden i Kiel 1814, blev frågan om inhemsk försörjning med ekträ kritisk. Ekskogarna i Pommern och runt Wismar hade varit den svenska flottans huvudleverantör, varför Kungl. Maj:t 1819 uppdrog åt sjömilitären Johan Aron af Borneman att inventera ekbestånden i Sverige, bedöma deras användbarhet för flottans behov och föreslå lämpliga platser för statliga ekplanteringar. Denna inventering genomfördes 1819–1825, och ledde bland annat till att staten från 1831 engagerade sig i ett stort planteringsprojekt på åkermark tillhörande Visingsborgs kungsgård på Visingsö. Ön ansågs genom sitt klimat, sin jordmån och närhet till vatten vara idealisk för plantering av ekskog. Fram till 1860 planterades mer än 750 hektar på Visingsö och på andra platser i Sverige, varV 350 hektar på Visingsborgs kungsgård.
För ändamålet inrättades Kungl. Styrelsen över ekplanteringarna med hovjägmästaren Israel af Ström som styresman och Johan Ludvig Mazér som sekreterare. Under myndighetens livstid var det så gott som bara dessa två som tjänstgjorde, vilket de gjorde vid sidan av annat arbete. 
Förutom planteringarna på Visingsö förvaltade Ekplanteringsstyrelsen också kungsladugården Bispmotala i Östergötland 1830, en förvaltning som frånträddes av efterträdaren Skogsstyrelsen 1862.
Framemot 1860-talet minskade  örlogsbåtbyggarnas beroende av ek genom att monitorerer började byggas och pansarbåtar kunde förutses. Ekplanteringsstyrelsen lades ned 1859 och dess uppgifter övertogs av den nybildade Kungl. Skogsstyrelsen. Ansvaret för ekplanteringarna på Visingsö har senare övertagits av Domänverket och därefter av Statens fastighetsverk. Nyplanteringsarbetet på Visingsö Skogsstyrelsen på Visingsö lades ned 1860 efter att 750 hektar hade planterats, men Skogsstyrelsen hade även senare att ägna sig åt åtgärder för att tillgodose flottats behov av ek, vid sidan av behov av tall som mastvirke.